# Parafia św. Augustyna we Wrocławiu
Parafia Świętego Augustyna we Wrocławiu – parafia rzymskokatolicka z siedzibą we Wrocławiu, w dekanacie Wrocław-Śródmieście, w archidiecezji wrocławskiej. Jej proboszczem jest o. Krzysztof Andryszkiewicz OFMCap. Obsługiwana przez kapucynów. Erygowana w 1946 roku. Kościół parafialny mieści się przy ul. Sudeckiej.

## Zasięg parafii
Parafia obejmuje ulice:	Akacjowa, Cisowa, Dębowa, Drukarska, Garwolińska, Grójecka, Hallera (nr. 1-19, 2-24), Januszowicka, Jarzębinowa, Jastrzębia, Jaworowa, Kamienna (nr. 3-33, 2-6), Kampinoska, Kasztanowa, Komandorska (nr. 151-177), Krakusa, Kutnowska, Lipowa, Orla, pl. Powstańców Śląskich (nr. parz.), Powstańców Śląskich (nr. 98-222, 127-197), Pocztowa, Podchorążych, Pułtuska (nr. 2-18), Racławicka (do nr. 62), Rawska, Sępia, Skierniewicka, Sochaczewska, Sokola (nr. 27-79, 18-60), Spadochroniarzy, Sudecka, Sztabowa (nr. 72-100, 51-89), Ulanowskiego, Wandy, Wiązowa, Wielka (nr. 29-59), Wiśniowa.